# 東日本大震災・原子力災害伝承館
東日本大震災・原子力災害伝承館（ひがしにほんだいしんさい げんしりょくさいがいでんしょうかん、英語: The Great East Japan Earthquake and Nuclear Disaster Memorial Museum）は、2020年9月20日に開館した、福島県双葉町の博物館・情報発信施設である。
2011年3月11日に発生した東日本大震災と津波に伴う原子力災害（福島第一原子力発電所事故）を後世に伝えることを目的としている。3階建て、延べ床面積約5200平方メートル。

## 沿革

### 震災発生
2011年3月11日、モーメント・マグニチュード9.0という日本での観測史上最大となる東北地方太平洋沖地震が東北地方で発生した。これにより、津波も発生し、太平洋沿岸地域で甚大な被害に見舞われた。福島県もその例外ではなく、1600人以上が命を落とした。さらに福島県双葉町に位置する福島第一原子力発電所の非常用電源が津波で使用不能になったことで、チェルノブイリ原子力発電所事故に並ぶレベル7となる最悪の原子力災害も発生した。

### 建設計画
こうした惨事を受けて4年後の2015年3月、「国際産学連携拠点に関する検討会」の中間報告で、東日本大震災・福島第一原発事故に関する情報の発信拠点の具体像について検討し、国もそれを推進することが示された。これを受け、翌月4月に「東日本大震災・原子力災害アーカイブ拠点施設有識者会議」が設置され、同年9月には「東日本大震災・原子力災害アーカイブ拠点施設の機能、内容等について（報告）」と題された報告書が県に上げられた。2016年5月に「東日本大震災・原子力災害アーカイブ拠点施設基本構想策定に係る検討会議」が設置され、複数回の会議やアンケート調査、ヒアリングを経て、2017年3月に「東日本大震災・原子力災害アーカイブ拠点施設基本構想」の形でまとめられた。

### 開館
2018年12月か2019年1月から工事が始められ、翌年2020年年半ばに竣工した。工事半ばの2019年9月2日には、名称を「東日本大震災・原子力災害伝承館」とすることが検討会議で決定された。当初、2020年東京オリンピック・パラリンピックに合わせて2020年夏に開館する予定であった が、新型コロナウイルス感染症の流行を受けて開館が遅れ、同年9月20日に開館した。
資料収集に関する費用を含めた開館費用約53億円は全額を国が負担した。

## 建物
建設地は福島第一原子力発電所から北に3キロメートル、常磐線双葉駅から2キロメートルの沿岸被災地である。建物の設計は「渡部和生／惟建築計画＋日本大学工学部空間デザイン研究室」が、施工は荒牧・松本特定建設工事共同企業体（両社とも福島県須賀川市の建設会社）が行った。
構造は、一部に鉄骨構造を採用した3階建ての鉄筋コンクリート構造が採用された。
屋上からは除染で生じたゴミの中間貯蔵施設や震災遺構として残された小学校が見られ、周辺地域一帯で復興祈念公園の整備も進められている。また、電源設備を屋上に、収蔵庫や展示室を2階に置くことで、万一津波が押し寄せたとしても大切な収蔵品や展示品が守られるように配慮されている。

## 展示
展示室が以下の6つに分かれており、決まった順路で回っていく強制動線方式が採用されている。ナレーションは福島県出身の西田敏行が務めている。
1. プロローグ（導入シアター）
2. 災害の始まり
3. 原子力発電所事故直後の対応
4. 県民の想い
5. 長期化する原子力災害の影響
6. 復興への挑戦

プロローグでは床への投影を含め7面のスクリーンで震災発生前・震災直後・復興の情景を約4分間映写している。これにより、震災・原子力災害を自分事として意識してもらえるように図っている。また、プロローグが映写される円形ホールは語り部による口演の場として企図されている。

## 管理運営者
東日本大震災・原子力災害伝承館は、公益財団法人福島イノベーション・コースト構想推進機構によって管理運営されている。福島イノベーション・コースト構想推進機構は、2017年5月に改正された福島復興再生特別措置法を受けて、より一層具体化した「福島・国際研究産業都市（イノベーション・コースト）構想」を推進する法人として、同年7月25日に福島県によって設立された。復興庁原子力災害復興班企画官の岡本繁樹が評議員の一人として名を連ねており、国の職員が出向している。

## 展示・口演に関する課題

### 展示内容
後述するように、開館時からの展示内容は福島第一原発事故に対する日本国政府、東京電力、福島県の責任や教訓の展示が不十分との批判が多く寄せられた。福島県は2021年3月2日、2020年度中に資料や展示パネルを約30点、追加・変更すると発表した。
福島大学の後藤忍准教授は、東日本大震災・原子力災害伝承館の紹介動画の文言を解析したところ、「挑戦」に関連した語が、「教訓」に関連した語の2倍近く使われていることを挙げ、同様の傾向が展示パネルにみられる「コミュタン福島（福島県環境創造センター交流棟）」と似通った展示になってしまう恐れがあると開館前から警鐘を鳴らしていた。その後、展示内容が明らかとなったが、福島県が国から受け取った緊急時迅速放射能影響予測ネットワークシステム (SPEEDI) のデータを市町村に伝えず、結果として住民らを放射線量の高い地域へ避難させてしまったことに関する言及はなく、「（SPEEDIの）取り扱いを明確に定めたものはなく、その結果を共有することができませんでした」と言及するにとどめていることが分かった。『毎日新聞』の取材に対して後藤は、情報発信施設ができたことを評価しつつも、「展示内容は復興をアピールする色が強く、県は自分たちの責任を『自分ごと』として伝えられていない。できなかったことや失敗を発信することこそが、教訓を伝えるということだ」と批判した。
更に、最大で15メートル超の津波が押し寄せる可能性が震災前に試算されつつも、東京電力が津波対策を先送りした件についても言及されておらず、所管する福島県の職員は「伝承館は震災が起こってからの事実を伝える」と釈明した。
開館過程で、伝承館学芸員は資料の収集に追われ、展示内容の原案は福島県生涯学習課がつくった。『毎日新聞』が情報公開請求で入手した資料によると、展示案の検討過程で福島県庁の原子力安全対策課や企画調整課からクレームがつき、開館当初のような展示内容になった。
桜美林大学の浜田弘明教授は、167点という展示点数について「小規模な企画展の展示数並み」と指摘しており、展示点数の面でも不十分だという指摘もある。

### 口演内容
開館後の2020年9月22日、語り部の口演内容について、福島イノベーション・コースト構想推進機構が「『特定の団体、個人または他施設への批判・誹謗（ひぼう）中傷等』を『口演内容に含めないようお願いします』」と記載した語り部活動マニュアルを配布していたことが分かった。併せて、同マニュアルが配布された語り部向け研修会では、口演内容はあらかじめ原稿にまとめ、それを伝承館側が添削・修正することとし、原稿にない特定団体への非難を口演中に始めた際は口演を中止したり、語り部登録の解除の可能性もある旨の説明も行ったとされる。朝日新聞が伝承館を所管する福島県の生涯学習課に確認したところ、「特定の団体」には日本国政府や東京電力も含まれるとし、「国や東電、県など第三者の批判を公的な施設で行うことはふさわしくないと考えている」と事業部長は回答した。
語り部のマニュアルは一般的・常識的な内容であるにもかかわらず、朝日新聞の記事は、伝承館が口演の原稿を検閲したり、国や東電を批判する語り部を排除するかのような印象操作をしているとの批判がある。また、この朝日新聞の記事により、語り部が大きなショックを受け、その後の口演に大変な影響を与えた。

## 利用案内
- 開館時間：9時から17時まで（最終入館16時30分）
- 休館日：火曜日（祝日の場合は開館し、直後の休日でない日を休館とする）、年末年始（12月29日から1月3日）
- 入館料：大人600円、小中高校生300円
- 海外の来場者には英語、中国語、韓国語で説明を読めるタブレット端末を貸し出す[23]。